# Spokane Flyers (PHL)
Die Spokane Flyers waren ein US-amerikanisches Eishockeyfranchise der Pacific Hockey League aus Spokane, Washington.  

## Geschichte
Das Franchise wurde 1978 als Expansionsteam der Pacific Hockey League gegründet. Den Namen Spokane Flyers hatten zuvor bereits zahlreiche Eishockeymannschaften aus der Stadt verwendet. In der Saison 1978/79 belegte die Mannschaft den dritten Platz der regulären Saison, jedoch wurde die Liga noch während des laufenden Spielbetriebs eingestellt. Anschließend stellten die Flyers ebenfalls den Spielbetrieb ein. Zur Saison 1980/81 wurde die Mannschaft durch ein gleichnamiges Team aus der kanadischen Juniorenliga Western Hockey League ersetzt.